# Monte Kazbek
O monte Kazbek (em georgiano:  ყაზბეგი ou მყინვარწვერი (Qazbegi/Mqinvartsveri), em osseta:  Сæна (Sæna), em russo:  Казбек, em checheno:  Башлам (Bashlam)), é um estratovulcão e uma das maiores montanhas do Cáucaso, atingindo os 5047 m de altitude. Situa-se na Geórgia, ao sul da fronteira com a Rússia, no Grande Cáucaso - uma subcordilheira da cordilheira do Cáucaso. É a terceira montanha mais alta da Geórgia, depois do Monte Xecara e do monte Janga ou Dzhangi-Tau) e a sétima mais alta do Cáucaso. É um dos picos ultraproeminentes da Europa e foi escalado pela primeira vez em 1868 por membros britânicos do Alpine Club (Douglas Freshfield, A.W. Moore e C.C. Tucker).
O cume fica a oeste de Stepantsminda e é o acidente geográfico mais proeminente da região. O monte Kazbek é a montanha mais alta da Geórgia Oriental, e o seu nome em georgiano, Mqinvartsveri, significa "glaciar" ou "Montanha de Gelo". Os Vainakh chamam-lhe Bashlam. Tem um bonito topo glacial de moderada dificuldade de ascensão. A partir da Geórgia, o ponto de partida da ascensão fica na pequena cidade de Kazbegi, a uns 150 km de Tbilisi, a capital. O monte Kazbek e a zona circundante estão classificadas como reserva natural desde 1979.
Esta montanha é referida em muitas tradições culturais georgianas e está na origem de muitos mitos antigos. Um destes conta que Amiran-Darejaniani (versão georgiana de Prometeu), foi condenado a um exílio forçado numa gruta na montanha, como punição por ter roubado o fogo dos deuses e tê-lo cedido aos homens. A caverna em questão, chamada Betlemi (Belém) e situada a 4000 m de altitude, tornou-se local de um eremitério monástico da Igreja Ortodoxa Georgiana. Outras lendas locais colocam nesta montanha muitas relíquia, como a tenda de Abraão e o berço que Jesus em Belém.